# Paulo Muwanga
Paulo Muwanga (1924–1991) byl ugandský politik, prezidentem v době od 12. května 1980 až do 22. května 1980. Předsedou vlády byl v době od 1. srpna 1985 až do 25. srpna 1985.
| Prezident Ugandy            | Prezident Ugandy                                | Prezident Ugandy                     |
| --------------------------- | ----------------------------------------------- | ------------------------------------ |
| Předchůdce: Godfrey Binaisa | 12. května 1980 – 22. května 1980 Paulo Muwanga | Nástupce: Prezidentská komise Ugandy |

| Předseda vlády Ugandy     | Předseda vlády Ugandy                        | Předseda vlády Ugandy    |
| ------------------------- | -------------------------------------------- | ------------------------ |
| Předchůdce: Otema Alimadi | 1. srpna 1985 – 25. srpna 1985 Paulo Muwanga | Nástupce: Abraham Waligo |